# Michel Aebischer
Michel Aebischer (Heitenried, 6 de enero de 1997) es un futbolista suizo que juega en la demarcación de centrocampista para el Pisa S. C. de la Serie A.

## Trayectoria
Tras formarse como futbolista con el F. C. Heitenried y con el F. C. Fribourg, finalmente se marchó al B. S. C. Young Boys. Subió al primer equipo del equipo suizo en 2016, haciendo su debut el 10 de septiembre contra el F. C. Luzern en un encuentro de liga. Desde entonces ganó cuatro veces esta competición, además de una copa, y jugó 194 partidos en los que anotó quince goles. Se marchó del club en enero de 2022 al Bologna F. C. 1909 para jugar inicialmente como cedido, aunque el equipo italiano tenía la obligación de comprarlo si se cumplían determinadas condiciones. Se logró la permanencia en la Serie A, por lo que la opción de compra se tuvo que hacer efectiva. Con ellos ganó la Copa Italia en mayo de 2025 y en agosto fue prestado al Pisa S. C.

## Selección nacional
Tras haber sido internacional en categorías inferiores, el 18 de noviembre de 2019 debutó con la absoluta de Suiza en la victoria del conjunto suizo por 1-6 ante Gibraltar en partido de clasificación para la Eurocopa 2020.

### Participaciones en Copas del Mundo
| Mundial      | Sede  | Resultado        | Partidos | Goles |
| ------------ | ----- | ---------------- | -------- | ----- |
| Mundial 2022 | Catar | Octavos de final | 1        | 0     |

### Participaciones en Eurocopas
| Copa          | Sede     | Resultado        | Partidos | Goles |
| ------------- | -------- | ---------------- | -------- | ----- |
| Eurocopa 2024 | Alemania | Cuartos de final | 5        | 1     |

## Estadísticas

### Clubes
Actualizado al último partido disputado el 6 de octubre de 2024.
| Club                           | Div.          | Temporada     | Liga  | Liga  | Liga   | Copas nacionales | Copas nacionales | Copas nacionales | Copas internacionales | Copas internacionales | Copas internacionales | Total | Total | Total  |
| Club                           | Div.          | Temporada     | Part. | Goles | Asist. | Part.            | Goles            | Asist.           | Part.                 | Goles                 | Asist.                | Part. | Goles | Asist. |
| ------------------------------ | ------------- | ------------- | ----- | ----- | ------ | ---------------- | ---------------- | ---------------- | --------------------- | --------------------- | --------------------- | ----- | ----- | ------ |
| B. S. C. Young Boys II · Suiza | 4.ª           | 2015-16       | 17    | 3     | 1      | ―                | ―                | ―                | ―                     | ―                     | ―                     | 17    | 3     | 1      |
| B. S. C. Young Boys II · Suiza | 4.ª           | 2016-17       | 8     | 5     | 0      | ―                | ―                | ―                | ―                     | ―                     | ―                     | 8     | 5     | 0      |
| B. S. C. Young Boys II · Suiza | 4.ª           | 2017-18       | 1     | 0     | 0      | ―                | ―                | ―                | ―                     | ―                     | ―                     | 1     | 0     | 0      |
| B. S. C. Young Boys II · Suiza | 4.ª           | 2018-19       | 2     | 1     | 0      | ―                | ―                | ―                | ―                     | ―                     | ―                     | 2     | 1     | 0      |
| B. S. C. Young Boys II · Suiza | Total club    | Total club    | 28    | 9     | 1      | 0                | 0                | 0                | 0                     | 0                     | 0                     | 28    | 9     | 1      |
| B. S. C. Young Boys · Suiza    | 1.ª           | 2016-17       | 14    | 1     | 0      | 1                | 0                | 0                | 2                     | 0                     | 0                     | 17    | 1     | 0      |
| B. S. C. Young Boys · Suiza    | 1.ª           | 2017-18       | 19    | 0     | 1      | 4                | 0                | 0                | 6                     | 0                     | 1                     | 29    | 0     | 2      |
| B. S. C. Young Boys · Suiza    | 1.ª           | 2018-19       | 26    | 4     | 7      | 3                | 0                | 0                | 6                     | 0                     | 0                     | 35    | 4     | 7      |
| B. S. C. Young Boys · Suiza    | 1.ª           | 2019-20       | 32    | 3     | 8      | 6                | 1                | 1                | 8                     | 0                     | 0                     | 46    | 4     | 9      |
| B. S. C. Young Boys · Suiza    | 1.ª           | 2020-21       | 27    | 2     | 3      | 1                | 0                | 0                | 11                    | 0                     | 2                     | 39    | 2     | 5      |
| B. S. C. Young Boys · Suiza    | 1.ª           | 2021-22       | 15    | 2     | 4      | 2                | 1                | 0                | 11                    | 1                     | 2                     | 28    | 4     | 6      |
| B. S. C. Young Boys · Suiza    | Total club    | Total club    | 133   | 12    | 23     | 17               | 2                | 2                | 44                    | 1                     | 5                     | 194   | 15    | 30     |
| Bologna F. C. 1909 · Italia    | 1.ª           | 2021-22       | 12    | 0     | 0      | —                | —                | —                | —                     | —                     | —                     | 12    | 0     | 0      |
| Bologna F. C. 1909 · Italia    | 1.ª           | 2022-23       | 32    | 1     | 0      | 2                | 0                | 0                | —                     | —                     | —                     | 34    | 1     | 0      |
| Bologna F. C. 1909 · Italia    | 1.ª           | 2023-24       | 36    | 0     | 1      | 4                | 0                | 0                | —                     | —                     | —                     | 40    | 0     | 1      |
| Bologna F. C. 1909 · Italia    | 1.ª           | 2024-25       | 7     | 0     | 0      | 0                | 0                | 0                | 1                     | 0                     | 0                     | 8     | 0     | 0      |
| Bologna F. C. 1909 · Italia    | Total club    | Total club    | 87    | 1     | 1      | 6                | 0                | 0                | 1                     | 0                     | 0                     | 94    | 1     | 1      |
| Total carrera                  | Total carrera | Total carrera | 248   | 22    | 25     | 23               | 2                | 2                | 45                    | 1                     | 5                     | 316   | 25    | 32     |

## Palmarés

### Campeonatos nacionales
| Título             | Club                | País   | Año  |
| ------------------ | ------------------- | ------ | ---- |
| Superliga de Suiza | B. S. C. Young Boys | Suiza  | 2018 |
| Superliga de Suiza | B. S. C. Young Boys | Suiza  | 2019 |
| Superliga de Suiza | B. S. C. Young Boys | Suiza  | 2020 |
| Copa de Suiza      | B. S. C. Young Boys | Suiza  | 2020 |
| Superliga de Suiza | B. S. C. Young Boys | Suiza  | 2021 |
| Copa Italia        | Bologna F. C. 1909  | Italia | 2025 |